# بخش مرکزی شهرستان ملارد
بخش مرکزی شهرستان ملارد یکی از بخش‌های شهرستان ملارد در استان تهران ایران است.

## تقسیمات کشوری
- بخش مرکزی شهرستان ملارد
  - دهستان ملارد شمالی
  - دهستان ملارد جنوبی

شهر : ملارد

## جمعیت
بنابر سرشماری مرکز آمار ایران، جمعیت بخش ملارد شهرستان شهریار در سال ۱۳۹۵ برابر با ۳۲۴٬۷۸۸ نفر بوده‌است.